# Lê phi (Lê Uy Mục)
Uy Mục Đế phi Lê thị (chữ Hán: 威穆帝妃黎氏), cũng gọi Mẫn Lệ phi (愍厲妃), là một phi tần rất được sủng ái của Lê Uy Mục, vị quân chủ thứ 8 của nhà Lê Sơ trong lịch sử Việt Nam.

## Tiểu sử
Lê phi người xã Sa Lung, châu Minh Linh (nay là vùng hai huyện Vĩnh Linh và Gio Linh, tỉnh Quảng Trị), có thuyết không rõ nguồn cho rằng bà tên Lê Thị Thanh. Theo Đại Việt thông sử và Ô Châu cận lục đều ghi nhận, Lê phi ban đầu vốn là quan tì, tức là nô tì phục vụ cho nhà nước vì gia đình bị tội. Tuy nhiên, theo nhiều giả thiết nghiên cứu khác thì hoàn cảnh của bà có khác hơn, bà là con nhà phú hào, tên gọi Lê Viết Thức. Theo Thế phả Họ Lê, làng Sa Trung, xã Vĩnh Long, huyện Vĩnh Linh, tỉnh Quảng Trị, thì Lê Viết Thức vốn người huyện Nam Trực, tỉnh Nam Định, về sau ông đem cả nhà vào châu Minh Linh khai hoang lập ấp.
Theo các sách sử, Lê phi khi còn là quan tì đã theo học cùng một thầy với Hoàng tử Lê Tuấn, chính là vị Lê Uy Mục tương lai. Điều này mới dấy lên nghi ngờ thân phận của bà vì nếu là quan tì với thân phận thấp hèn, bà khó có thể đi học chữ, mà lại là học cùng với một hoàng tử. Dù Lê Tuấn tuy là hoàng tử nhưng do thân phận của mẹ mình nên rất không được bà nội (Trường Lạc hoàng hậu) yêu quý.
Lê Tuấn vừa nhìn thấy bà thì rất ưng. Sách Ô Châu cận lục chép một chuyện như sau:"Vương thấy bà lấy làm vừa ý, hai bên trở nên quyến luyến nhau. Một hôm, vương dùng chân khèo chân bà, khi về bà đem chuyện ấy kể lại với sư mẫu, sư mẫu nói rằng: “Vậy là vương thử lòng con, sau này nếu con thấy vương làm như thế thì dùng hai tay che chân của vương lại để tỏ ý thân”. Hôm sau bà làm đúng như kế của sư mẫu đã bày, vương rất vừa lòng, từ đó về sau không cố ý chọc ghẹo nữa. Riêng bà cũng giữ kín mối tình đẹp chẳng hề lộ ra."
Về sau, khi Lê Túc Tông qua đời, hoàng tử Lê Tuấn lên kế vị, sử gọi Lê Uy Mục. Hoàng đế sau đó cho đón bà vào cung, phong làm bậc Phi. Theo Đại Việt thông sử lẫn Ô Châu cận lục, Lê phi vừa có sắc lại vừa có trí, chiếm mọi sự sủng ái của Uy Mục Đế. Cả nhà bà cũng theo đó hiển quý, anh trai bà là Ông Phủ họ Lê (nhất thuyết tên Lê Viết Đáo) được phong Hiệu lệnh Xá nhân Tư mã chỉ huy sứ, sau làm Cai tri bản châu Minh Linh. Do giỏi ứng xử công việc nên được phong tước Tấn Trung tử. Có người em trai làm Kinh lược sứ, chuyên lo việc khẩn hoang lập làng mới.
Về sau, Lê Uy Mục bị giết, Vũ Tá hầu Phùng Mại vào cung cưỡng bức bà. Không rõ kết cuộc về sau.